# Giulio Luccarini
Giulio Luccarini (Camporgiano, 21 december 1954) is een Italiaans componist, muziekpedagoog, dirigent en trompettist.

## Levensloop
Luccarini was al in jonge jaren trompettist in de Banda Filarmonica "Pietro Mascagni" di Camporgiano. Hij studeerde muziektheorie, compositie en trompet bij Renzo Gori aan het Istituto musicale di Lucca en behaalde zijn diploma's in 1979. Sindsdien is hij ook dirigent van de Banda Filarmonica "Pietro Mascagni" di Camporgiano. In 1992 en 1993 was hij eveneens dirigent van de Banda Musicale "I Ragazzi del Giglio" di Fosciandora.
Hij is als trompettist verbonden aan verschillende kamermuziek- en jazzensembles in de provincie Lucca. Ook als docent en muziekleraar werkt hij aan diverse muziekscholen en dezelfde provincie.
Sinds het einde van de jaren 1970 schrijft hij ook werken voor harmonieorkest en kamermuziek.

## Composities

### Werken voor banda (harmonieorkest)
- 1977 Piccola melodia per la Notte di Natale
- 1987 Quando la luna
- 1988 Gocce di Primavera
- 1991 Colori di un'alba, fantasie
- 1993 Happy Melody
- 1995 Claudia, mars
- 1995 March of the one hundred year
- 1995 San Giacomo, processiemars
- 1996 Messa in onore di Santa Cecilia
- 1998 Concerto per un'estate
- 1998 Voci dalla sera
- 1999 Ritmi nel sole, dansfantasie
- 1999 San Bartolomeo, processiemars
- 2000 Fantastico paese, mars
- 2000 Natale con voi
- 2000 Nuvole d'oro
- Baby Boomer
- Coriandoli Blu, fantasie
- Rio Grande do Sul